# Адела Бохуницки
Адела Бохуницки (Славонски Брод, 20. мај 1905 — Загреб, 10. септембар 1978) била је лекарка и учесница Шпанског грађанског рата.

## Биографија
Рођена је 20. маја 1905. године у Славонском Броду. Овде је завршила основну школу и гиманзију. Као гимназијалка повезала се са револуционарним омладинским покретом. Потом је студирала на Медицинском факултету у Загребу, где се током студија посвезала са револуционарним студентским покретом. Била је једна од најактивнијих чланица Клуба студената марксиста и 1925. године је била примљена у чланство тада илегелне Комунистичке партије Југославије (КПЈ).
Због активног политичког деловања на Универзитету у Загребу, Адела је постала мета загребачке полиције па је морала да прекине студије и напусти Загреб. Студије медицине је наставила у Грацу и Минхену, где је специјализирала педијатрију. Потом је по задатку КПЈ прешла у Праг, где је добила чехословачко држављанство. Овде је политички деловала међу југословенским студентима, који су студирали у Прагу. Сарађивала је са Вељком Влаховићем, Илијом Енгелом, Оскаром Даноном, Ивом Вејводом, Бранком Крсмановићем, Лазаром Удовичким и другима.
Након избијања Шпанског грађанског рата, јануара 1937. године с групом југословенских студената је као добровољац отишла у Шпанију, где се на страни Шпанске републике борила против фашизма. Све до фебруара 1939. године налазила се у санитетској служби Интернационалних бригада. Након пропасти Шпанске републике, до маја 1939. године се налазила у логорима у Француској, одакле се касније вратила у Краљевину Југославију. Одмах по повратку била је ухапшена и након неколико дана је била протерана из земље у Краљевину Мађарску. Одатле се вратила у Чехословачку, где је наставила са политичким деловањем.
У току Другог светског рата боравила је у Чехословачкој, где је радила као дечији лекар. Упоредо с тим, илегално је деловала ка секретар једне партијске ћелије и сарађивала с чехословачким партизанима. Након завршетка рата, 1945. године вратила се у Југославију. Након доношења Резолуције Информбироа и почетка политичког сукоба измеђи КПЈ и СКП(б), Адела је новембра 1948. године била ухапшена као присталица Информбироа. Провела је пет година у женском затвору на острву Свети Гргур. Након пуштања из затвора, 1953. године посветила се здравственом раду као лекар педијатар. Касније је била партијски рехабилитована и био јој је признат борачки стаж као и статус шпанског борца.
Умрла је 10. септембра 1978. године у Загребу и сахрањена је на гробљу Мирогој.